# Ковальчук, Светлана Николаевна
Светлана Николаевна Ковальчук (латыш. Svetlana Kovaļčuka; 26 февраля 1956, Рига) — советский и латвийский философ и историк. Область интересов: история философии, русская философия, сравнительное богословие, эмиграция русских и евреев 1920—1940 года, русская культура в Латвии.
Доктор философии. Ассоциированный профессор Высшей школы психологии. Член корреспондент Академии наук Латвии. Ведущий научный сотрудник Института философии и социологии Латвийского университета. Участник проекта «История идей Латвии».

## Биография
Родилась 26 февраля 1956 в Риге. В 1981 году окончила Историко-философский факультет Латвийского университета. С 1981 по 1994 год работала в Институте Философии и права Академии наук Латвии. В 1987 году окончила аспирантуру в Институте философии Академии наук СССР. В 1992 году защитила докторскую диссертацию на соискание доктора философии в Академии наук Латвии. Читала лекции в Рижском техническом университете, Латвийском университете и Высшей школе психологии. С 1996 до 2007 год занималась общественной работой в Пушкинском обществе Латвии. С 2004 по 2006 год ассоциированный профессор Высшей школы психологии. С 2007 года ведущий исследователь Института философии и социологии Латвийского университета.
Автор свыше 100 публикаций, среди которых две монографии.

## Избранные публикации
- S. Kovalchuk. Protestant modernisms in USA: the Analysis of Process Theology. — 1991, Riga: Zinatne, 135 pp. (in Russian).
- S. Kovalchuk. The Searth for the Truth. Russian Philosophical thought in Latvia: J. Samarin, E. Cheshikhin, K. Zhakov, A.Veideman. — 1998, Riga, IFS University of Latvia, 246 pp. (in Russian).
- S. Kovalchuk. Epicurian garden. — In: Contemplation of Ancient Philosophy, 1990, Riga, Avots, pp. 130–139 (in Latvian).
- S. Kovalchuk. Peculiarities of Process Theology. — In: Religion. Ateism. Culture, 1990, Riga, Zinatne, pp. 144–161 (in Russian).
- S. Kovalchuk. Slavophils about Latvian Peasants Conversion from Luteran Church to Russian Ortodox in the middle of 19th century. — In: Religion. History. Life, 1993, Riga: Zinatne, pp. 134–151 (in Russian).
- S. Kovalchuk. J.Samarin, E.Cheshikhin. Slavophilisms in Latvia. — In: The History of Ideas in Latvia, 1995, Riga: Zvaigzne ABC Press, pp. 490–511 (in Latvian).
- S. Kovalchuk. Russian Inteligensia and Luteran Church. — In: «Cels»(The Way), 1996, Riga: University of Latvia, N 48, pp. 131–141 (in Latvian).
- S. Kovalchuk. Jewish Philosophy in Latvia in the 20s — 30s: M. Vaintrob, M. Lazerson, M. Shat-Anin. — In: Jews in a Changing World, 1997, Riga: Shamir, pp. 84–89 (in English, in Latvian).
- S. Kovalchuk. M. Vaintrob`s Romantic Soul; Ideas of American Democracy in M. Lazerson political theory. — In: Jews in a Changing World, 1998, Riga: Shamir, pp. 113–121, 390—393 (in Russian).
- S. Kovalchuk. The Fate of Magazin «Law and Court» (1929—1938). — In: Baltic Archives. Russian Culture in Baltic Countries, 1999, Riga, Daugava, vol.4, pp. 88–103 (in Russian).
- S. Kovalchuk. West Meets East. The experience of Interview and Review. — In: Kentaurs, 1999, Riga, vol. 20, pp. 134–142 and Daugava, 2000, Riga, vol. 2, pp. 131–139 (in Latvian, in Russian).
- S.Kovalchuk. Kalistrat Zhakov. Ideas of Limit Philosophy. — Proceedings of the Latvian Academy of Sciences, Section A, 1999, vol. 53, N 4/5/6/, pp. 74–78 (in Latvian).
- S. Kovalchuk. In Order to Wake the Sleeping. — In: 2000, Riga: Daugava, vol. 4, pp. 149–151 (in Russian).
- S. Kovalchuk. The Day Will Came. Aleksandr Veideman Philosophy. — In: Religious-Philisophical Articles, 2001, Riga: Institute of Philosophy and Sociology of the University of Latvia, N 7, pp. 337–361 (in Latvian).
- S. Kovalchuk. Riga in Emigrant Life of Oskar Gruzenberg. — In: Jews in a Changing World, 2001, Riga: Shamir, pp. 486–494 (in Russian).